# تجميع طيني
التجميع الطيني يشمل المخلفات الصلبة والسائلة وهو ناتج ثانوي من عمليات التحضير و استخراج الفحم. وهو أيضا خليط ما يرفض من الفحم مع الماء. يولّد التعدين كميات هائلة من المخلفات الصلبة على شكل صخورِ واوساخ. تستعمل هذه المخلفات لسدّ الفتحات بين الجبال المتجاورة. بعد بناء السد، يملأ الفراغ خلفه بملايين الغالونات من المخلفات الطينية من محطات تحضير الفحم. قد تبلغ هذه المخلفات السائلة المجمعة مليار غالون من منشأة واحدة.
ارتباط الكوارث البارزة بهذه التجمعات الطينية شكّك في أمانهم. في فبراير عام 1972، فشلت ثلاثة سدود على التعاقب تحجز ورائها خليط من طين الفحم والماء في مقاطعة لوجان، غرب فرجينيا. انسكب 130 مليون غالون من الماء السامّ في فيضان جدول الجاموس. قتل 125 شخصا من بين 5000 من السكان، وجرح 1,121، وشرد أكثر من 4,000. سبّبَ الفيضان أضرارا قدرت بـ 50 مليون دولار. ومع أن دليل الإهمال كان واضحا، فإن شركة بيتستون Pittston Company، مالكة هذا السد، سمّت الحادثة «قضاء وقدر». وفي عام 2002، انهدم سد بارتفاع 270 متر وطول 610 متر في وادي ليبورن، غرب فرجينيا Lyburn, West Virginia وانزلق داخل البحيرة المجمعة مولدا موجة كبيرة من الماء والرواسب حطّمت عِدّة سيارات وبيوت.

## التركيب
يحتوي التجمع الطيني أنواع كثيرة من المواد، تشمل المعادن المذابة التي رشّحت أو انجرفت من الفحم والصخورِ الأخرى.
بالإضافة إلى احتوائه على مواد كيمياوية إضافية لتسهيل غسيل الفحم أو عمليات تكرير الماء. إحدى هذه المواد هي أكريل أميد. والمواد الكيمياوية الأخرى الموجودة في التجمع الطيني تشمل التالي:
- الأنيلين.
- Acenaphthene .
- Acenapthylene.
- Anthracene.
- Benzidine
- Benzo anthracene
- Benzo pyrene
- Benzo fluoranthene
- (دهن حيواني).
- Benzo fluoroanthene
- كحول البنزيل.
- bis (ethylhexyl 2) phthalate
- ميثان
- أثير
- Dibenzo anthracene
- Dibenzofuran
- Dibutyl phtalate
- Diethyl phthalate
- Dimethyl phthalate
- Dioctylphthalate
- Fluoranthene
- Fluorene
- Hexachlorobenzene
- Hexachloroethane
- Indeno pyrene
- Isophorone
- النفثالين
- Nitrobenzene
- Phenanthrene

## قائمة الكوارثِ الناتجة عن التجمعيات الطينية
- فيضان جدول جاموس. Buffalo Creek Flood
- انسكاب أوحال مقاطعة مارتن. Martin County sludge spill
- انسكاب أوحال كنغستون. Kingston Fossil Plant coal fly ash slurry spill